# فرزند گمراه
فرزند گمراه فیلمی به کارگردانی و نویسندگی امین امینی محصول سال ۱۳۳۴ است.

## خلاصه داستان
«احمد» به دنبال مشاجره با پدرش به تهران می‌رود و وقتی برادرش را نمی‌یابد کارش به سرقت کشیده می‌شود و در جریان یک سرقت صورتش زخمی می‌شود...

## بازیگران
- تقی ظهوری
- رضا کریمی
- عباس مصدق
- مهین دیهیم
- امین امینی
- هوشنگ بهشتی
- آرین
- محمد خامه سیفی
- احمد قدکچیان